# 宇喜多直家
宇喜多 直家（うきた なおいえ）は、戦国時代の武将。備前国の戦国大名。通称は三郎右衛門尉、のち和泉守。官位は従五位下。
宇喜多興家の子とされるものの、近年は疑問視する学説が提示されている。子に秀家など。室は正室（『太閤記』では中山勝政の娘とされるが一次史料は存在せず名前や出自は不明）と、後に鷹取氏あるいは三浦氏の娘とされる円融院。
宇喜多氏は直家の代で急速に台頭し秀家の代で没落した経緯があり、同時代の史料に乏しく家系を含め不明な点が多い。多くの場合、江戸時代以降に編纂された軍記物が一次資料とされている点に注意が必要である。

## 生涯

### 浦上氏の家臣時代
享禄2年（1529年）、宇喜多興家の子として生まれたとするが、興家の名前が初めて登場するのは、直家の時代から150年ほど経った『和気絹』であり、延宝6年（1678年）に記された『西国太平記』では「父某が島村観阿弥に殺された」と記されている。一説に備前国邑久郡豊原荘（現・岡山県瀬戸内市邑久町豊原）にあった砥石城で生まれたという。
軍記物に由来する通説によると、浦上村宗の敗死による混乱の中で、享禄4年（1531年）（または天文3年（1534年））、祖父・能家が暗殺され、宇喜多氏の家督は大和守家に移り、直家は父・興家と共に放浪の人生を送ったというが、興家も島村氏との諍いで横死して没落していた。村宗の跡を継いだ浦上政宗と備前を任されたその弟宗景は山陽に侵略を繰り返す尼子氏への対応を巡って分離し国衆も二派に分かれて対立したが、直家は天神山城主・宗景に仕え、政宗派への攻撃を繰り返して頭角を現す。なお、近年の新説により、上記の通説には誤りが含まれていることが確認されている。直家の父に関する新説は上記の通りである。また、宇喜多氏の家督は大和守家に「移った」とされるが、大和守家が仕えていたのは浦上氏当主・浦上政宗であり、和泉守家（能家・直家）が仕えたのは家臣で政宗の弟の浦上宗景であったため、元より嫡流は大和守家であったと考えられる。
軍記物では、直家は策謀に長けており、「祖父の復讐を果たすため」に島村盛実を暗殺したのを初め、舅である中山勝政や龍ノ口城主・穝所元常を殺害したとされている。いずれにせよ、直家は浦上宗景の直接の家臣というより傘下の国衆として勢力を拡大、その従属的同盟者となって政宗派を制圧し、大和守家も打倒して宇喜多氏の家督を奪回した。

### 勢力拡大
永禄9年（1566年）2月、直家は美作国へ進出した備中国の三村家親を、顔見知りの阿波細川氏の浪人・遠藤兄弟（俊通・秀清）を起用して鉄炮で暗殺した。
永禄10年（1567年）7月、直家は明善寺合戦により、それまで備前西部に進出していた備中勢の駆逐にほぼ成功する。その後も、姻戚関係にあった金川城主の松田元輝・元賢親子、さらに岡山城主・金光宗高などを没落させ、その所領を自己の知行とするなど勢力を拡大し、浦上家で随一の実力者となった。なお、松田親子に関しては、近年の研究によって、実際は松田元堅という人物を攻めたこと、その理由は直家の野望ではなく浦上宗景の備前国統一のためであること、そもそも松田氏は直家の祖父・能家の時代から浦上氏と関係は悪かったことなどが明らかになっている。
永禄12年（1569年）、直家は将軍となった足利義昭や織田信長、西播磨の赤松政秀と結び、将軍に従わない主君・浦上宗景を倒すべく反旗を翻す。しかしながら、赤松政秀が青山・土器山の戦いで黒田職隆・孝高親子に敗北し、信長から派遣された池田勝正・別所安治なども織田軍の越前国侵攻のために戻されると、逆に宗景は弱った赤松政秀の龍野城を攻め、降伏させてしまう。その後、毛利氏に対抗するために足利義昭の仲裁で和睦しており、この際に浦上氏から独立している。
天正2年（1574年）、義昭が信長により追放されたことで、信長と繋がっていた宗景と再度対立した直家は、小寺氏預かりとなっていた宗景の兄・浦上政宗の孫・久松丸の存在に目をつけ、小寺政職に久松丸の備前入りを打診し、許可を得るとこれを擁立し宗景に対して攻勢を仕掛けた。今回は久松丸の擁立と直家の事前の調略により、美作や備前国内での宗景配下の諸氏の離反が相次ぎ、さらに宗景と犬猿の仲であった安芸国の毛利氏と結び、軍事面での不利を覆す。
天正3年（1575年）、毛利氏による三村氏攻撃にも加勢するなど、協同体勢を取った。
同年9月、宗景の腹心であった明石行雄ら重臣たちも内応させて、宗景を播磨国へ退け、備前国のみならず備中国の一部・美作国の一部にまで支配域を拡大した（天神山城の戦い）。
しかしながら、宗景追放後も依然として備前国内には旧浦上家臣の勢力が残っており、また宗景や一門の浦上秀宗なども播磨国からこれらと密かに連絡を取り合い、度々備前に潜伏する旧浦上家臣の煽動した小規模な蜂起に悩まされることとなる。この状況は天正6年（1578年）12月の浦上残党が一斉蜂起し、幸島を占拠するという事件まで続くこととなる。浦上宗景・秀宗らが首謀者となったこの武装蜂起は一時期、天神山城を奪うなど勢いを見せ、鎮圧には数ヶ月を要した。しかし、これを期に備前国や播磨国に潜んでいた旧浦上の勢力を領内から放逐。さらに宗景を援助していた美作鷲山城主の星賀光重を討ち、宗景の領主復帰の野望を打ち砕きついに宇喜多家の領内での安定した支配権が確立されることになった。

### 毛利氏からの離反・織田氏への臣従
やがて、織田信長の命を受けた羽柴秀吉が中国路方面に進出してくると、毛利輝元と組み、これに対抗した。
天正7年（1579年）1月、輝元は同月に予定されていた上洛を断念した。輝元が上洛を断念したことは、備前の宇喜多氏、伯耆の南条氏といった織田氏との境界最前線に立つ領主たちに動揺を与えた。
5月、直家は信長に内応したとして、東美作の後藤勝基を滅ぼした。
6月前後、直家は毛利氏から離反し、信長に通じた。直家が毛利氏から離反した理由に関しては、輝元が上洛を断念したために播磨へ進出する野望が実現できなくなったこと、加えて信長から備前と美作の領有を確約されたことにあった。直家の離反により、毛利氏と織田氏の争いは、織田氏有利に傾いていった。
9月4日、秀吉が安土城に登城し、直家の赦免を願った。だが、直家の調略は秀吉の独断であったため、信長の承認を得るまで1ヶ月余を要した。信長としては、裏切りを繰り返す直家を信用できなかった可能性もある。
10月、直家と信長の和睦が成立した。だが、これは直家が信長から「許された」とする見方もある。
10月晦日、甥の宇喜多基家が直家の名代として、摂津昆陽野に在陣中の織田信忠に参上し、宇喜多氏は正式に織田政権の傘下に入った。その後、直家もまた、播磨姫路城に在陣中の羽柴秀吉の元に参上して、謝礼を申し上げている。
以降、美作・備前各地を転戦して、毛利氏と合戦を繰り返した。

### 晩年
天正8年（1580年）の段階では、宇喜多氏は毛利氏の攻撃をしのいでいたが、天正9年（1581年）になると直家は毛利氏との戦いにおいて苦境に立たされていき、美作国においては、毛利氏に岩屋城や宮山城を奪取された。さらに、同年4月に急死した伊賀久隆の後を継いだ伊賀家久が宇喜多氏を離反して毛利氏に属し、同年11月までに備前国と美作国の交通の要衝にあたる忍山城が毛利方に奪われたことで、織田信長は直家への怒りを吐露しているが、その翌月には態度を変え、毛利氏に勝利した際の褒美として備中国の加増をちらつかせて、苦境に立つ宇喜多氏の奮起を促している。
しかし、戦況の悪化に伴って直家は体調を崩すようになっており、毛利氏との戦いが続く中、岡山城において死去した。
直家が死去した年月日には諸説あり、後世の編纂史料である「浦上宇喜多両家記」や「備前軍記」に記された天正9年2月14日（1581年3月18日）説がよく知られているが、2月14日以降も同時代史料において直家の生存が確認でき、天正10年（1582年）1月21日には羽柴秀吉が宇喜多氏の重臣を連れて織田信長の居城である安土城に登城し、直家の嫡男である八郎（後の宇喜多秀家）の家督継承を信長に承認させていることから、現在では天正9年（1581年）11月から天正10年（1582年）1月までの間に直家が死去したと考えられている。
なお、直家の死はしばらく隠され、天正10年（1582年）1月9日が公式な忌日とされたという説もある。戒名は涼雲星友。

## 人物
- 信仰心にも厚く、金川城主の松田氏が領内の主要な寺社に対して自身の信奉する日蓮宗への改宗を迫った時、これに応じなかったために焼き討ちに遭ったが、堂塔社殿を焼失した金山寺や吉備津彦神社の再建を援助している。そのため、これらの寺社は直家を崇敬している。
- 岡山城を居城としてからは、城下に商人を呼び寄せ城下町の整備に取り組んだ。それまで備前国の商業の中心地は西大寺や備前福岡など東部に集中していたが、直家と秀家の2代にわたる城下町の整備により、岡山城を中心とする市街地が発展した。

## 家臣
- 明石行雄（景親）
- 明石全登
- 花房正幸
- 花房職秀
- 延原景能
- 長船貞親
- 戸川秀安
- 岡家利
- 岡剛介

長船、戸川、岡の3人は「宇喜多三老」と称される。

## 宇喜多直家を題材とした作品
小説
- 広瀬仁紀「権謀起略」『別冊歴史読本 特別増刊 90'（平成2年）夏号 乱世 反逆伝』（新人物往来社、1990年 ※単行本未収録）
- 森本繁『剣酢漿草の乱舞 備前宇喜多直家の生涯』（山陽新聞社、1995年）
- 高橋直樹『黒い風雲児』（新人物往来社、1996年に発売、絶版となるが、学陽書房から2008年、2009年に『宇喜多直家』と改題されて出版）
- 津本陽『宇喜多秀家―備前物語』（文藝春秋、1997年）
- 黒部亨『宇喜多直家―秀吉が恐れた希代の謀将』（PHP研究所、2002年）
- 東郷隆『悪いやつら―謀将・宇喜多直家』（中央公論社、2003年）
- 南條範夫『武将奸謀』（双葉文庫『無惨や二郎信康』収録）
- 海音寺潮五郎『宇喜多直家』（文春文庫『悪人列伝・近世篇』収録）
- 南条範夫『奸悪無限の武将－宇喜多和泉守直家』（文春文庫『おのれ筑前、我敗れたり』収録）
- 中村彰彦『袖の火種』（角川文庫『槍弾正の逆襲』収録）
- 木下昌輝 『宇喜多の捨て嫁』（文藝春秋）
- 垣根涼介『涅槃』上・下（朝日新聞出版、2021年）
- 今村翔吾『宇喜多の双弾』（PHP研究所『戦国武将伝 西日本編』収録、2023年）

漫画・アニメ
- そにしけんじ『ねこねこ日本史』（声 - 大塚明夫）
- 重野なおき『軍師 黒田官兵衛伝』
- 重野なおき『殺っちゃえ!! 宇喜多さん』

## テレビドラマ
- おんな太閤記(1981年、大河ドラマ) 演：森塚敏
- 愛に燃える戦国の女（1988年、TBS） 演：山城新伍
- 軍師官兵衛（2014年、大河ドラマ) 演：陣内孝則